# Reta de Santanense (Itaúna)
O Núcleo Residencial Vitor Gonçalves de Sousa, popularmente conhecido como Reta de Santanense, é um bairro de Itaúna, MG, Brasil. Sua população, de acordo com o Censo demográfico do Brasil de 2010 é de 309 habitantes, sendo 149 homens e 160 mulheres. 

## Panorama

### História e Geografia do Bairro
A região em que hoje se encontra o bairro sempre foi de ligação entre o Centro e Santanense. Na história da emancipação de Santanense, a Reta faria parte do novo município de Governador Magalhães Pinto. Uma curiosidade é que o Núcleo fica entre a antiga Usina São João, atual Simec, e a Companhia Santanense. O Morro que limita o bairro com o bairro Tropical, a sul, é praticamente dividido o terreno entre as duas fábricas, com a  linha férrea também limitando o bairro. A leste, localiza-se o Bairro São Judas Tadeu. A oeste, o bairro Santanense. A norte, encontra-se um grande terreno de posse da Prefeitura Municipal de Itaúna, que chega até o Rio São João.
O bairro praticamente consiste em uma avenida, a Doutor Miguel Augusto Gonçalves, e pequenas ruas sem saída divididas em três blocos, são eles:  Rua Antônio Coutinho, Rua Acácio Campos, Rua Padre Ubaldo, Rua Ramé Nogueira /// Rua José Gabino, Rua Mansuet Barbosa, Rua José Camargos, Rua Godvy Saldanha /// Rua Antônio Marinho, Rua Enfermeiro Bonifácio, Rua Petrina Gonçalves, Praça Ivo Rosa.
Nota-se também o Centro Comunitário Carolina de Castro, usado como banco de alimentos.

### Religiosidade
No bairro encontra-se a Igreja de Santa Rita de Cássia, estabelecida no final da década de noventa do século vinte. Reza a lenda que, antes de fundada a capela, a região era conhecida como "Reta da Morte", e, que por influência do tempo, os acidentes diminuíram, mas, vez ou outra, ainda acontecem.

### Canteiro de Obras
A ação, por parte da Prefeitura Municipal de Itaúna, de transferir o Canteiro de Obras para o seu terreno, ao norte do bairro, causou burburinho entre os moradores, entre 2023. Apesar de promessas, ele ainda continua operando lá.

### Flora
Outro aspecto pelo qual a Reta é conhecida é por sua abundância de árvores frutíferas. Por todo o canteiro central da Avenida, pés de manga, goiaba, amora, acerola, romã, mamão e café chamam a atenção de transeuntes. 